# Tomás Hirsch

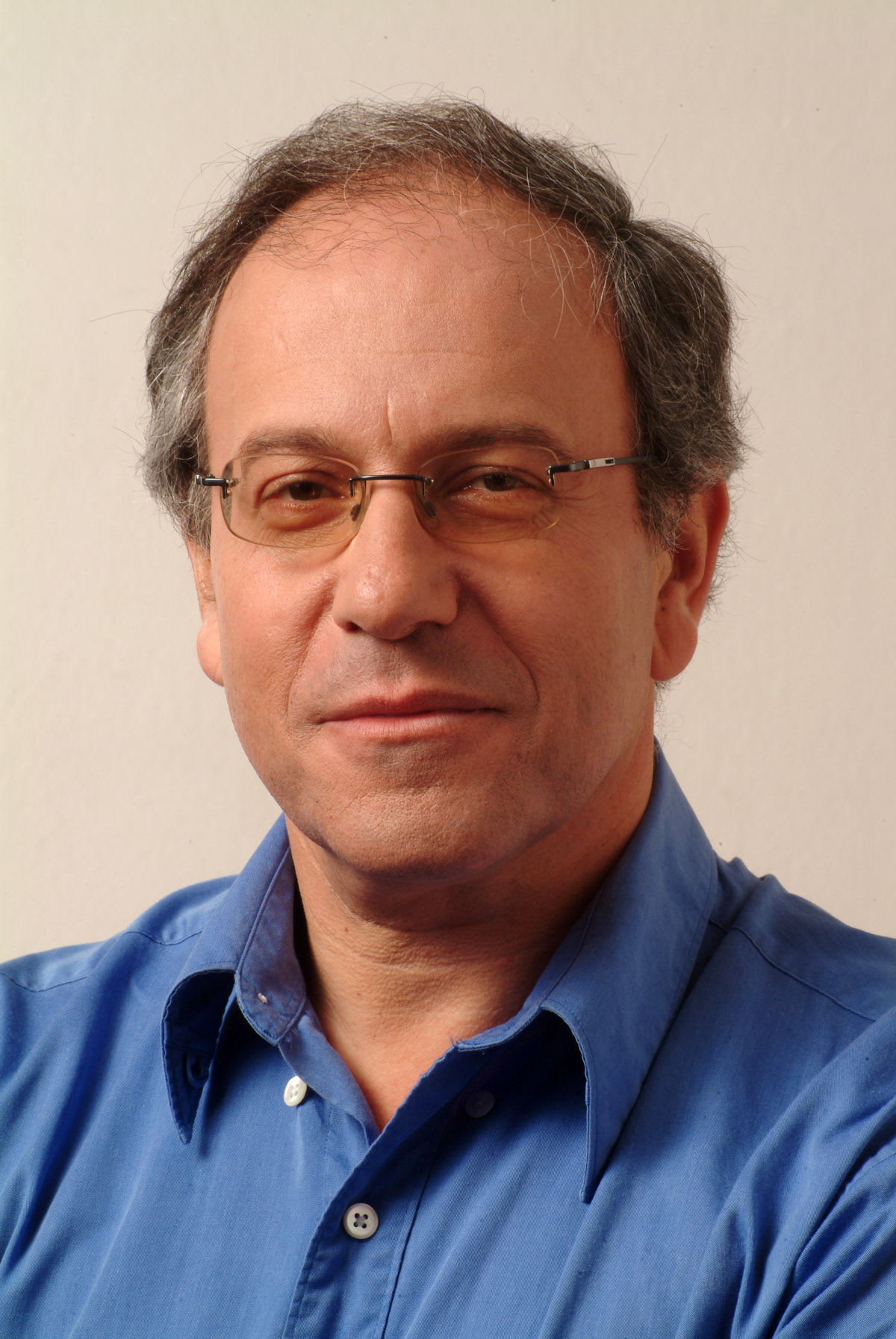
Tomás Hirsch

Tomás Hirsch (* 19. Juli 1956) ist ein chilenischer deutschstämmiger Politiker. Er ist Anführer der linksgerichteten Partido Humanista de Chile und trat 1999 als deren Kandidat zu den Präsidentschaftswahlen an. Bei der Präsidentschaftswahl 2005 trat er als Kandidat des Bündnisses Juntos Podemos Más, an dem sich die Partido Humanista beteiligte, an und erhielt 5,4 % der Stimmen.
Von 1990 bis 1992 war er chilenischer Botschafter in Neuseeland.